# Haldane (cratera marciana)
Haldane é uma cratera marciana. Tem como característica 78.7 quilômetros de diâmetro. Deve o seu nome a John Burdon Sanderson Haldane, um geneticista e biólogo britânico.